# 上四管
南管中的上四管指下列四种乐器：
1. 洞簫
前5孔、後1孔。以竹子根部露土部份製成，全長以不超過1尺8寸8為限，無底，上開鳳眼，嚴制10目9節，1目2孔，是承襲唐代6孔尺八的規制。在南管中以其綿長樂音來補琵琶斷續之不足。
2. 二絃
型制與宋代奚琴類同，琴杆（將軍柱）是取自然竹桿根部以上2尺7寸左右，共13節為標準，根部朝上，琴筒由林投木挖空製成，筒面是用梧桐木薄片，上製竹馬，琴軫置於右上方，絃與琴杆繫千金（軟馬）；千金至筒底4節，至琴軫3節，2琴軫間共3節，以上再3節；琴弓的馬尾是鬆軟的；演奏時有嚴格規定，內弦只能拉、外弦空弦只能推。
3. 三絃
柄長腹圓的小三絃，音箱兩面以蟒皮包覆，安竹馬，置天、地、人三線，音色較低沈，與琵琶互為陰陽、成互補。
4. 琵琶
4弦、4相、9品或10品。型制上屬鳳尾橫抱式，保持唐代雙開鳳眼，頸窄，腹扁，覆首大、山口高的規格。琴身以杉木或梧桐木為之，琴面皆用梧桐木。是演奏、伴奏的主要樂器。